# 何德全 (信息技术专家)
何德全（1933年7月31日—），生于北京，祖籍浙江宁波，中国信息安全专家，中国工程院院士。

## 生平
1933年7月31日，出生于北京市。祖籍浙江省宁波市。何德全曾长期负责中华人民共和国的信息安全工作，曾先后担任国家863计划信息安全战略研究专家组组长、国家信息化专家咨询委员会副主任。并是国家保密局专家组成员、国家信息化专家咨询委员会委员。曾担任北京信息技术应用研究所所长。
何德全曾多次获得中华人民共和国国家发明奖和国家科技进步奖，并于1994年获选首届中国工程院院士。
2003年8月21日，获聘哈尔滨工业大学兼职教授。